# Взлётная улица (Санкт-Петербург)
Взлётная улица — улица в Московском районе Санкт-Петербурга на территории Авиагородка. Получила название в 1976 году, использована авиационная тематика, как и у других улиц Авиагородка.
Протяжённость улицы — 1020 м.

## География
Улица пролегает с севера на юг, имеет несколько изломов, служа западной и южной границей жилого массива, с севера и востока ограниченного улицами Штурманской и Пилотов соответственно.

## Здания и сооружения
- дом 7/1 — офисный центр
- дом 5/1 — «Пилигрим» (школа развивающего обучения при средней школе № 354)

## Транспорт
- Проезд от станции метро «Московская»:
  - Социальные автобусы: № 13, 13а
- Ж/д платформа «Аэропорт» (1900 м)

## Пересечения
С севера на юг:
- Вертолётная улица
- Штурманская улица
- улица Пилотов (соединена проездом)